# Johanna Beyer
Johanna Magdalena Beyer, née à Leipzig le 11 juillet 1888 et morte le 9 janvier 1944 à New York, est une compositrice et pianiste germano-américaine. Elle est considérée comme l'une des pionnières de la musique électronique : son œuvre de 1938 Music of the Spheres (tirée d'un opéra inachevé, Status Quo) est en effet la première œuvre composée par une femme à partir d'instruments électroniques.
Elle décède en 1944 de la Maladie de Charcot. Son œuvre est jouée et enregistrée de son vivant et après sa mort, notamment par le compositeur américain John Cage,.